# Santi Pietro e Paolo (Carlo Crivelli Venezia)
I Santi Pietro e Paolo sono un dipinto a tempera e oro su tavola (217x45 cm, misure originali circa 217x71) di Carlo Crivelli, databile a dopo il 1490 circa e conservato nelle Gallerie dell'Accademia di Venezia. È lo scomparto sinistro del Polittico del Duomo di Camerino; nello stesso museo si trova anche quello destro, i Santi Ansovino e Girolamo.

## Storia
Il contratto di allogazione a Carlo Crivelli di un polittico per l'altare centrale della cattedrale di Camerino è datato 10 maggio 1488; in esso sono riportate le misure di 10 piedi (3,4 metri) di larghezza per 13 o 14 piedi (4,7 metri) di altezza. La firma sulla pala centrale mostra come l'artista appose con orgoglio il titolo di "eques laureatus", ovvero "cavaliere", ottenuto nel 1490 da Ferdinando d'Aragona, quindi il completamento dell'opera è sicuramente successivo.
Sulle vicende storiche attraversate di tale complessa macchina d'altare poco si conosce; documenti presenti nella Curia di Camerino attestano che nel XVIII secolo, l'opera non fosse più sull'altare, e che parti di essa erano verosimilmente state sistemate sulla controfacciata della chiesa. Quando la chiesa fu distrutta da terremoto del 1799 il dipinto fu danneggiato e, con molti altri della zona, venne ricoverato nella chiesa di San Domenico. Il pannello dei Santi Pietro e Paolo in particolare fu raccolto dalle macerie della chiesa e restaurato dall'intagliatore Vincenzo Bigioli prima di essere ceduto a un nobile di San Severino che, nel 1843, lo fece pubblicare come opera di Niccolò Alunno. Fu M. Santoni, nel 1890, a riconoscere la tavola come opera di Crivelli pertinente al polittico del Duomo di Camerino e, su proposta di Giulio Cantalamessa, fu acquistata dallo Stato nel 1895 e destinata a Venezia, dove nel frattempo era già giunto, per scambio (1893), l'altro pannello laterale da Brera, i Santi Ansovino e Girolamo.

## Descrizione e stile
Nel pannello laterale di sinistra sono raffigurati i santi Pietro e Paolo impegnati in una sacra conversazione, con la figura di Pietro che è perduta per circa metà della sua superficie pittorica. Sul significato simbolico della scelta della coppia di santi, si è osservato che mentre Pietro e Paolo simboleggiano la gerarchia ecclesiastica istituzionalizzata, Ansovino vescovo e Girolamo, nel pannello destro, rappresentano la dottrina della chiesa cui affidarsi nella gestione delle questioni pastorali; si tratta dunque di temi iconografici pertinenti alla collocazione dell'opera nel duomo della città.
Il gradino marmoreo sul quali i santi poggiano è lo stesso della Madonna della Candeletta, il pannello centrale, e mostra un'originale prospettiva ribaltata verso lo spettatore. Due libri vi sono appoggiati sopra sporgendo verso chi osserva, che viene quindi tentato quasi affinché li afferri. Rispetto alla tavola centrale, in questa coppia di santi il pittore si concentrò sulla loro solenne presenza fisica divertendosi a immaginarli come assorti in una comune lettura: Pietro con gli occhiali e Paolo attento mentre si appoggia alla spada, suo attributo tipico. Non rappresentò un sontuoso piviale per il primo papa, né dipinse il triregno o altri gioielli, forse per offrire una pausa all'occhio di chi guarda dallo sfarzo estremo della Madonna al centro.
In alto si materializza un serafino, che richiama il motivo dei santi nei pilastrini.